# Punta d'en Raja Magre
La Punta d'en Raja Magre és un cap de la costa de la Marenda del terme comunal de Portvendres, a la comarca del Rosselló (Catalunya del Nord).
Està situada a l'extrem nord-oest del terme de Portvendres, també al nord-oest de la vila. Tanca per llevant la Platja de l'Oli.